# Juan de Dios Vial Guzmán (1814)
Juan de Dios Vial Guzmán (1814-?) fue un político chileno, militante del Partido Liberal.

## Familia
Hijo de Juan de Dios Vial del Río, Diputado, Senador y Presidente del Senado, Director Supremo Delegado en el Ministerio del Interior y Relaciones Exteriores, Presidente de la Corte Suprema, y María Jesús Guzmán Ortúzar.
Se casó el 27 de diciembre de 1844 con Rosa Guzmán y Guzmán, con quien tuvo numerosa descendencia, entre ellos su hijo Juan de Dios Vial Guzmán.

## Diputado
Fue militante del Partido Liberal. Fue elegido diputado suplente por San Fernando por el periodo 1846-1849. No tuvo ocasión de incorporarse.
Ejerció como diputado propietario por Santiago (periodo 1861-1864) y Rancagua (periodo 1879-1882). Firmó el acta de deposición de José Manuel Balmaceda.